# Han-Noah Massengo
Han-Noah Massengo (Villepinte, Sena-Saint Denis, 7 de julio de 2001) es un futbolista francés. Juega de centrocampista y su equipo es el F. C. Augsburgo de la 1. Bundesliga de Alemania.

## Trayectoria
Massengo terminó su carrera como juvenil en el A. S. Monaco, y debutó con el primer equipo del club el 6 de noviembre de 2018 ante el Club Brujas por la Liga de Campeones de la UEFA 2018-19.
Solo disputó una temporada en Mónaco, y el 5 de agosto de 2019 fue transferido al Bristol City de la EFL Championship inglesa por £7.2 millones: Firmó un contrato por cuatro años. En el último de ellos fue cedido al A. J. Auxerre antes de quedar libre. Entonces siguió su carrera en el Burnley F. C., equipo con el que firmó por cuatro temporadas el 31 de agosto. Allí jugó durante una campaña y media antes de regresar al A. J. Auxerre en enero de 2025. Tras esta cesión fichó por el F. C. Augsburgo con un contrato hasta junio de 2030.

## Selección nacional
Nacido en Francia, es descendiente congolés. Fue internacional en categorías inferiores por Francia.

## Estadísticas
Actualizado al último partido disputado el 17 de mayo de 2025.
| Club | Div.          | Temporada     | Liga  | Liga  | Copas nacionales(1) | Copas nacionales(1) | Copas internacionales(2) | Copas internacionales(2) | Total | Total |
| Club | Div.          | Temporada     | Part. | Goles | Part.               | Goles               | Part.                    | Goles                    | Part. | Goles |
| --- | ------------- | ------------- | ----- | ----- | ------------------- | ------------------- | ------------------------ | ------------------------ | ----- | ----- |
| A. S. Monaco Francia | 1.ª           | 2018-19       | 3     | 0     | 1                   | 0                   | 3                        | 0                        | 7     | 0     |
| A. S. Monaco Francia | Total club    | Total club    | 3     | 0     | 1                   | 0                   | 3                        | 0                        | 7     | 0     |
| Bristol City F. C. Inglaterra | 2.ª           | 2019-20       | 25    | 0     | 2                   | 0                   | —                        | —                        | 27    | 0     |
| Bristol City F. C. Inglaterra | 2.ª           | 2020-21       | 27    | 0     | 5                   | 0                   | —                        | —                        | 32    | 0     |
| Bristol City F. C. Inglaterra | 2.ª           | 2021-22       | 37    | 0     | 2                   | 0                   | —                        | —                        | 39    | 0     |
| Bristol City F. C. Inglaterra | 2.ª           | 2022-23       | 10    | 0     | 2                   | 0                   | —                        | —                        | 12    | 0     |
| Bristol City F. C. Inglaterra | Total club    | Total club    | 99    | 0     | 11                  | 0                   | 0                        | 0                        | 110   | 0     |
| A. J. Auxerre Francia | 1.ª           | 2022-23       | 14    | 0     | 1                   | 0                   | —                        | —                        | 15    | 0     |
| Burnley F. C. Inglaterra | 1.ª           | 2023-24       | 3     | 0     | 1                   | 0                   | —                        | —                        | 4     | 0     |
| Burnley F. C. Inglaterra | 2.ª           | 2024-25       | 8     | 0     | 1                   | 0                   | —                        | —                        | 9     | 0     |
| Burnley F. C. Inglaterra | Total club    | Total club    | 11    | 0     | 2                   | 0                   | 0                        | 0                        | 13    | 0     |
| A. J. Auxerre Francia | 1.ª           | 2024-25       | 17    | 0     | —                   | —                   | —                        | —                        | 17    | 0     |
| A. J. Auxerre Francia | Total club    | Total club    | 31    | 0     | 1                   | 0                   | 0                        | 0                        | 32    | 0     |
| F. C. Augsburgo · Alemania | 1.ª           | 2025-26       | 0     | 0     | 0                   | 0                   | —                        | —                        | 0     | 0     |
| F. C. Augsburgo · Alemania | Total club    | Total club    | 0     | 0     | 0                   | 0                   | 0                        | 0                        | 0     | 0     |
| Total carrera | Total carrera | Total carrera | 144   | 0     | 15                  | 0                   | 3                        | 0                        | 162   | 0     |
| (1) Incluye datos de la FA Cup, la Copa de la Liga de Francia y la Copa de la Liga de Inglaterra. (2) Incluye datos de la Liga de Campeones de la UEFA. |               |               |       |       |                     |                     |                          |                          |       |       |